# Gemma Jones
Gemma Jones, all’anagrafe Jennifer Jones (Londra, 4 dicembre 1942), è un'attrice britannica, caratterista dal volto riconoscibile, presente in numerose pellicole a partire dal 1970.

## Biografia
È la figlia dell'attore Griffith Jones e sorella dell'attore Nicholas Jones. Ha interpretato la mamma di Bridget Jones nei film Il diario di Bridget Jones (2001), Che pasticcio, Bridget Jones! (2004) e Bridget Jones's Baby (2016) e il personaggio dell'infermiera Madama Chips in tre film della saga di Harry Potter. Nel 2015 viene premiata con un BAFTAs come miglior attrice non protagonista.

## Vita privata
Dalla relazione con l'attore Sebastian Graham Jones, ha avuto un figlio, Luke (1975), anch'egli attore.

## Filmografia

### Cinema
- I diavoli (The Devils), regia di Ken Russell (1971)
- La casa ai confini della realtà (Paperhouse), regia di Bernard Rose (1988)
- Ragione e sentimento (Sense and Sensibility), regia di Ang Lee (1995)
- Wilde, regia di Brian Gilbert (1997)
- La teoria del volo (The Theory of Flight), regia di Paul Greengrass (1999)
- Il caso Winslow (The Winslow Boy), regia di David Mamet (1999)
- Il diario di Bridget Jones (Bridget Jones's Diary), regia di Sharon Maguire (2001)
- Harry Potter e la camera dei segreti (Harry Potter and the Chamber of Secrets), regia di Chris Columbus (2002)
- 2 cavalieri a Londra (Shanghai Knights), regia di David Dobkin (2003)
- Che pasticcio, Bridget Jones! (Bridget Jones: The Edge of Reason), regia di Beeban Kidron (2004)
- Fragile - A Ghost Story (Frágiles), regia di Jaume Balagueró (2005)
- The Contractor - Rischio supremo (The Contractor), regia di Josef Rusnak (2007)
- Good - L'indifferenza del bene (Good), regia di Vicente Amorim (2008)
- Harry Potter e il principe mezzosangue (Harry Potter and the Half-Blood Prince), regia di David Yates (2009)
- Incontrerai l'uomo dei tuoi sogni (You Will Meet a Tall Dark Stranger), regia di Woody Allen (2010)
- Harry Potter e i Doni della Morte - Parte 2 (Harry Potter and the Deathly Hallows - Part 2), regia di David Yates (2011)
- Hysteria, regia di Tanya Wexler (2011)
- Bridget Jones's Baby, regia di Sharon Maguire (2016)
- La terra di Dio - God's Own Country (God's Own Country), regia di Francis Lee (2017)
- Ti presento Patrick (Patrick), regia di Mandie Fletcher (2018)
- Rocketman, regia di Dexter Fletcher (2019)
- Ammonite - Sopra un'onda del mare (Ammonite), regia di Francis Lee (2020)
- Benediction, regia di Terence Davies (2021)
- Emily, regia di Frances O'Connor (2022)
- Cattiverie a domicilio (Wicked Little Letters), regia di Thea Sharrock (2023)
- Bridget Jones - Un amore di ragazzo (Bridget Jones: Mad About the Boy), regia di Michael Morris (2025)

### Televisione
- La duchessa di Duke Street (The Duchess of Duke Street) – serie TV (1976-1977)
- The Importance of Being Earnest – film TV (1986)
- Jane Eyre, regia di Robert Young – film TV (1997)
- L'ispettore Barnaby (Midsomer Murders) – serie TV, episodio 5x03 (2002)
- Poirot (Agatha Christie's Poirot) – serie TV, episodio 9x01 (2003)
- Merlin – serie TV, 2 episodi (2011)
- Delitti in Paradiso (Delitti in Paradiso) – serie TV, episodio 2x02 (2013)
- Gentleman Jack - Nessuna mi ha mai detto di no (Gentleman Jack) – serie TV, 16 episodi (2019-2022)
- Finding Alice – serie TV, 6 episodi (2021)
- Disclaimer - La vita perfetta (Disclaimer) – miniserie TV, 8 puntate, regia di Alfonso Cuarón (2024)

## Teatro (parziale)
- Il mercante di Venezia, di William Shakespeare. Nottingham Playhouse di Nottingham (1964)
- Edipo re, di Sofocle. Nottingham Playhouse di Nottingham (1964)
- Volpone, di Ben Jonson. Nottingham Playhouse di Nottingham (1965)
- Amleto, di William Shakespeare. Birmingham Repertory Theatre di Birmingham (1969)
- Sogno di una notte di mezza estate, di William Shakespeare. Aldwych Theatre di Londra (1972)
- Le nozze di Figaro, Pierre-Augustin de Beaumarchais. Old Vic di Londra (1974)
- Molto rumore per nulla, di William Shakespeare. Chichester Theatre Festival di Chichester (1980)
- Il racconto d'inverno, di William Shakespeare. Royal Shakespeare Theatre di Stratford-upon-Avon (1981)
- Enrico IV, parte I e II, di William Shakespeare. Barbican Centre di Londra (1982)
- Giulio Cesare, di William Shakespeare. Royal Shakespeare Theatre di Stratford-upon-Avon (1982)
- Enrico VIII, di William Shakespeare.  Royal Shakespeare Theatre di Stratford-upon-Avon (1982)
- La dodicesima notte, di William Shakespeare. Royal Shakespeare Theatre di Stratford-upon-Avon (1983)
- Re Lear, di William Shakespeare. Almeida Theatre di Londra (1989)
- Le allegre comari di Windsor, di William Shakespeare. Royal Shakespeare Theatre di Stratford-upon-Avon (1991)
- Il racconto d'inverno, di William Shakespeare. Royal Shakespeare Theatre di Stratford-upon-Avon (1992)
- Danza di morte, di August Strindberg. Almeida Theatre di Londra (1995)
- Il costruttore Solness, di Henrik Ibsen. Haymarket Theatre di Londra (1995)
- Dieci piccoli indiani, di Agatha Christie. Gielgud Theatre di Londra (2006)

## Doppiatrici italiane
Nelle versioni in italiano delle opere in cui ha recitato, Gemma Jones è stata doppiata da:
- Lorenza Biella in Il diario di Bridget Jones, Che pasticcio, Bridget Jones!, Bridget Jones's Baby, Ti presento Patrick, Emily, Poirot
- Melina Martello in Rocketman, Cattiverie a domicilio, Bridget Jones - Un amore di ragazzo
- Rita Savagnone in Fragile, Harry Potter e la camera dei segreti
- Ada Maria Serra Zanetti in Incontrerai l'uomo dei tuoi sogni, Merlin
- Miranda Bonansea in Ragione e sentimento
- Graziella Polesinanti in Good - L'indifferenza del bene
- Paola Del Bosco in La terra di Dio - God's Own Country
- Serena Verdirosi in Gentleman Jack - Nessuna mi ha mai detto di no
- Stefanella Marrama in Ammonite - Sopra un'onda del mare
- Aurora Cancian in La teoria del volo